# Пашковцы (Черновицкая область)
Пашко́вцы (укр. Пашківці) — село в Хотинской городской общине Днестровского района Черновицкой области Украины.
До 2020 года входило в Хотинский район
Население по переписи 2001 года составляло 1027 человек. Почтовый индекс — 60052. Телефонный код — 3731. Код КОАТУУ — 7325086001.